# 長崎錐齒鯛
長崎錐齒鯛（学名：Pentapus nagasakiensis），俗名赤尾冬仔，為輻鰭魚綱鱸形目金線魚科的其中一個種。

## 分布
本魚分布於西太平洋區，包括琉球群島、台灣、中國東海、香港、海南島、菲律賓、印尼婆羅洲、蘇拉威西島、摩鹿加群島、泗水、巴里島及附近島嶼、澳洲西北部等海域。常栖息于岩礁海域。该物种的模式产地在日本長崎。

## 深度
水深15至100公尺。

## 特徵
本魚體呈白色，體側中央有一縱帶呈金黃色，由眼眶直達尾柄部。側線鱗片數45枚，背鰭硬棘10枚、軟條9至10枚；臀鰭硬棘3枚、軟條7枚。體長可達20公分。

## 生態
本魚棲息在較深的珊瑚礁區，以動物性浮游生物為食。

## 經濟利用
可食用，但數量不多。